# Ecclesiam a Jesu Christo
Ecclesiam a Jesu Christo je papeška konstitucija, ki jo je napisal papež Pij VII. leta 1821.
S to konstitucijo je papež obsodil karbonarje, hkrati pa je obsodba veljala za prostozidarstvo.